# Gare d’Arbois
Gare d’Arbois vasútállomás Franciaországban, Arbois településen.

## Vasútvonalak
Az állomást az alábbi vasútvonalak érintik:
- Mouchard-Bourg-en-Bresse-vasútvonal

## Kapcsolódó állomások
A vasútállomáshoz az alábbi állomások vannak a legközelebb:
- Gare de Mouchard
- Gare de Poligny